# 池上二男
池上 二男（いけがみ つぐお、1905年 - 没年月日不詳）は、日本の海軍軍人。最終階級は海軍大佐。熊本県出身。

## 経歴
※出典
大正9年、熊本県立玉名中学校（現熊本県立玉名高等学校・附属中学校）卒業、海軍兵学校入学（51期）。海兵卒業後、34期生として海軍大学校を卒業した。同級生には高松宮がいた。その後、昭和12年に海軍少佐で早くも連合艦隊参謀に任ぜられる。その後、支那方面艦隊参謀、海軍航空本部部員、軍務局局員などを経て、昭和19年に海軍大佐に進級。また、海軍Ｔ事件では大森仙太郎少将、直井俊夫大佐と共に調査員を務めた。その後、海軍航空本部総務部部員、大本営海軍参謀、軍令部部員、海軍技術会議議員などを経て、昭和20年6月に海軍航空本部第一課長に就任。そのまま、終戦を迎え、退役した。

## 年譜
- 大正9年（1920年）3月 熊本県立玉名中学校卒業。
- 大正9年（1920年）海軍兵学校入学（51期）
- 大正12年（1923年）海軍兵学校卒業（席次は41/255）
- 大正13年（1924年）海軍少尉
- 大正15年（1926年）海軍中尉
- 昭和3年（1928年）海軍大尉
- 昭和7年（1932年）霞ヶ浦航空隊教官
- 昭和9年（1934年）11月 海軍大学校甲種学生（34期）
- 昭和10年（1935年）海軍少佐
- 昭和11年（1936年）海軍大学校卒業
- 昭和12年（1937年）連合艦隊参謀兼第一艦隊参謀（兼連合艦隊副官兼第一艦隊副官）
- 昭和13年（1938年）海軍航空本部出仕・海軍航空本部総務部部員兼海軍省軍務局局員
- 昭和14年（1939年）3月（特命検閲使附）
- 昭和15年（1940年）海軍中佐・第23航空戦隊参謀
- 昭和16年（1941年）軍令部出仕（第11連合航空隊参謀兼海軍技術会議議員）
- 昭和18年（1943年）海軍航空本部出仕（海軍航空本部部員兼技術会議議員兼運輸本部部員）
- 昭和18年（1943年）兼務（軍令部部員兼大本営海軍参謀）
- 昭和19年（1944年）5月 兼務（大本営海軍戦力補給部部員）
- 昭和19年（1944年）海軍大佐
- 昭和20年（1945年）海軍航空本部第一課長
- 昭和20年（1945年）退役。